# 이종화 (1960년)
이종화(李鐘和, 1960년 4월 28일 ~ )은 대한민국 충청남도의회 의원이다.

## 학력
- 덕명초등학교 졸업
- 광흥중학교 졸업
- 홍성고등학교(2년) → 서울중동고등학교 졸업
- 청운대학교 대학원 건축공학 석사
- 충남대학교 대학원 건축공학과 수료(박사)

## 경력
- 광진교역 대표이사
- JCI-KOREA 한국JC국제담당이사, 광천JC회장
- 홍성경찰서 청소년 선도위원회 위원장
- 덕명초등학교 운영위원장
- 내포중학교 운영위원장
- 홍성고등학교 운영위원장
- 2002년 7월 1일 ~ 2006년 6월 30일: 제4대 충청남도 홍성군의회 의원
- 2006년 7월 1일 ~ 2010년 6월 30일: 제5대 충청남도 홍성군의회 의원
- 청운대학교 건축공학과 외래교수
- 자유한국당 충남도당 부위원장
- 만해 한용운 선사 기념사업회 위원
- 민주평화통일자문회의 위원
- 자유한국당 직능위원회 행정자치분과 부위원장
- 2012년 4월 12일 ~ 2014년 6월 30일: 제9대 충청남도의회 의원
- 2014년 7월 1일 ~ 2018년 6월 30일: 제10대 충청남도의회 의원
  - 제10대 전반기 행정자치위원회 위원
  - 제10대 후반기 농수산경제위원회 위원
- 2018년 7월 1일 ~ 2022년 3월 31일: 제11대 충청남도의회 의원
  - 2018.07 ~ 2020.07 : 제11대 충청남도의회 전반기 부의장
  - 제11대 전반기 건설해양소방위원회 위원장
  - 제11대 후반기 행정자치위원회 위원
  - 제11대 후반기 교육위원회 위원
  - 제11대 후반기 내포문화권 발전을 위한 특별위원회 위원
  - 제11대 후반기 행정문화위원회 위원
- 국민의힘 중앙당 직능위원회 행정자치분과 부위원장
- 2022년 7월 1일 ~ : 제12대 충청남도의회 의원
  - 제12대 충청남도의회 전반기 기획경제위원회 위원
  - 제12대 충청남도의회 전반기 행정문화위원회 위원
  - 제12대 충청남도의회 전반기 국방관련 기관 이전과 국방산단 조성을 위한 특별위원회 위원
  - 제12대 충청남도의회 전반기 충청남도 내포신도시 완성 추진 대책 특별위원회 위원
  - 제12대 충청남도의회 후반기 기획경제위원회 위원

## 역대 선거 결과
|  | 40.5% |

|  | 27.47% |

|  | 23.78% |

|  | 34.12% |

|  | 57.11% |

|  | 49.6% |

|  | 67.3% |